# Элва, Тайтус
Тайтус Элва (англ. Titus Elva; 5 февраля 1974) — сент-люсийский футболист, нападающий.

## Биография

### Клубная карьера
Большую часть игровой карьеры провёл в чемпионате Тринидада и Тобаго, где выступал за клубы «Дабл-Ю Коннекшн» и «Каледония AIA». В составе «Дабл-Ю» дважды становился чемпионом и трижды обладателем Кубка Тринидада и Тобаго. Последние годы провёл в сент-люсийском клубе «Ол Старз Вадат».

### Карьера в сборной
Дебютировал за сборную Сент-Люсии 9 апреля 1995 года в матче первого отборочного раунда Карибского кубка 1995 против сборной Гренады, в котором отметился забитым голом. Также сыграл в финальной части турнира. Принимал участие в отборочных турнирах к трём чемпионатам мира (2002, 2006, 2010).

## Личная жизнь
Его сын, Каниджа Элва (р. 1996) — профессиональный футболист, вызывался в сборную Канады, но на поле не выходил.
Футболистом был также брат Тайтуса — Оливьер.